# Maria das Graças Silva Foster
Maria das Graças Silva Foster () (Caratinga, 26 agosto 1953) è una dirigente d'azienda e ingegnera brasiliana, attualmente amministratore delegato di Petrobras.

## Biografia
Nata a Caratinga, da bambina la Foster si trasferì con la famiglia in una favela nei pressi di Rio de Janeiro. Essendo la sua famiglia molto povera, dovette ben presto adattarsi ad uno stile di vita molto umile e per pagarsi i libri di scuola la piccola Maria das Graças Silva Foster raccoglieva per strada le lattine vuote e i cartoni in modo da rivenderli alle aziende che si occupavano di riciclarli. Divenuta grande, si iscrisse all'università, laureandosi in ingegneria chimica.
Terminati gli studi, Maria das Graças Silva Foster riuscì ad entrare come tirocinante nella grande azienda petrolifera Petrobras. Man mano si fece strada nell'ambiente e finì con l'essere promossa ad incarichi dirigenziali. In questo periodo conobbe la sconosciuta Dilma Rousseff, che pochi anni dopo venne nominata ministro dell'energia dal Presidente Lula e la scelse come una dei suoi collaboratori.
Nel 2012 la Foster entrò nel consiglio di amministrazione dell'azienda dove lavorava da trentaquattro anni e successivamente proprio la Rousseff, divenuta Presidente del Brasile, affidò alla Foster l'incarico di amministratore delegato di Petrobras.
Per via del suo operato, la Foster è stata insignita di numerosi riconoscimenti, fra cui l'Ordine del Rio Branco. La rivista Forbes l'ha inclusa nella sua lista delle 100 donne più potenti del mondo sia nel 2012 (ventesimo posto) che nel 2013 (diciottesimo posto).
Coniugata con Colin Vaughan Foster, di origini britanniche, la Foster vive a Copacabana.